# Positive Wissenschaft
Eine positive Wissenschaft, auch deskriptive Wissenschaft, ist im Gegensatz zu einer normativen Wissenschaft eine Wissenschaft, die unabhängig von metaphysischen und religiösen Vorgaben ist und sich auf eine praktische Aufgabe bezieht. Sie beschreibt, was ist, und nicht, was sein soll (Werturteilsfreiheitspostulat von Max Weber).
Beispiel hierfür sind die Naturwissenschaften.